# Singoli al numero uno nella Billboard Hot 100 nel 1990
La Billboard Hot 100 è la classifica dei singoli più venduti negli Stati Uniti d'America redatta dal magazine Billboard.

## HOT 100

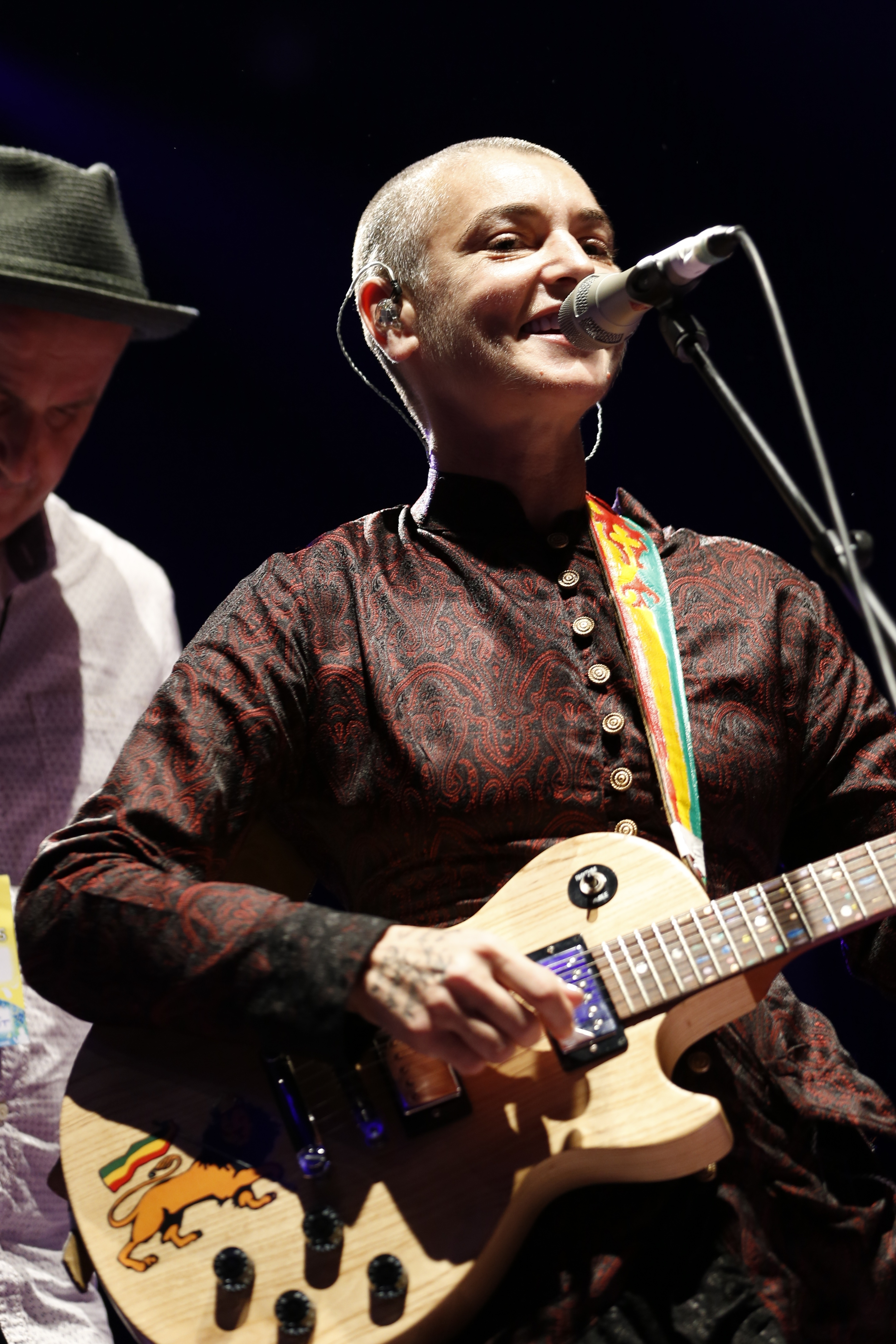
Sinéad O'Connor trascorse quattro settimane consecutive al primo posto con Nothing Compares 2 U.

| la canzone contrassegnata con lo sfondo giallo si è aggiudicata il titolo di singolo #1 nella classifica cumulativa di fine anno del 1990 di Billboard. |

| Data di Pubblicazione | Canzone                                        | Artista                              | Fonte  |
| --------------------- | ---------------------------------------------- | ------------------------------------ | ------ |
| 6 Gennaio             | "Another Day in Paradise"                      | Phil Collins                         | [ 1 ]  |
| 13 Gennaio            | "Another Day in Paradise"                      | Phil Collins                         | [ 2 ]  |
| 20 Gennaio            | "How Am I Supposed to Live Without You"        | Michael Bolton                       | [ 3 ]  |
| 27 Gennaio            | "How Am I Supposed to Live Without You"        | Michael Bolton                       | [ 4 ]  |
| 3 Febbraio            | "How Am I Supposed to Live Without You"        | Michael Bolton                       | [ 5 ]  |
| 10 Febbraio           | "Opposites Attract"                            | Paula Abdul                          | [ 6 ]  |
| 17 Febbraio           | "Opposites Attract"                            | Paula Abdul                          | [ 7 ]  |
| 24 Febbraio           | "Opposites Attract"                            | Paula Abdul                          | [ 8 ]  |
| 3 Marzo               | "Escapade"                                     | Janet Jackson                        | [ 9 ]  |
| 10 Marzo              | "Escapade"                                     | Janet Jackson                        | [ 10 ] |
| 17 Marzo              | "Escapade"                                     | Janet Jackson                        | [ 11 ] |
| 24 Marzo              | "Black Velvet"                                 | Alannah Myles                        | [ 12 ] |
| 31 Marzo              | "Black Velvet"                                 | Alannah Myles                        | [ 13 ] |
| 7 Aprile              | "Love Will Lead You Back"                      | Taylor Dayne                         | [ 14 ] |
| 14 Aprile             | "I'll Be Your Everything"                      | Tommy Page                           | [ 15 ] |
| 21 Aprile             | "Nothing Compares 2 U"                         | Sinéad O'Connor                      | [ 16 ] |
| 28 Aprile             | "Nothing Compares 2 U"                         | Sinéad O'Connor                      | [ 17 ] |
| 5 Maggio              | "Nothing Compares 2 U"                         | Sinéad O'Connor                      | [ 18 ] |
| 12 Maggio             | "Nothing Compares 2 U"                         | Sinéad O'Connor                      | [ 19 ] |
| 19 Maggio             | "Vogue"                                        | Madonna                              | [ 20 ] |
| 26 Maggio             | "Vogue"                                        | Madonna                              | [ 21 ] |
| 2 Giugno              | "Vogue"                                        | Madonna                              | [ 22 ] |
| 9 Giugno              | "Hold On"                                      | Wilson Phillips                      | [ 23 ] |
| 16 Giugno             | "It Must Have Been Love"                       | Roxette                              | [ 24 ] |
| 23 Giugno             | "It Must Have Been Love"                       | Roxette                              | [ 25 ] |
| 30 Giugno             | "Step by Step"                                 | New Kids on the Block                | [ 26 ] |
| 7 Luglio              | "Step by Step"                                 | New Kids on the Block                | [ 27 ] |
| 14 Luglio             | "Step by Step"                                 | New Kids on the Block                | [ 28 ] |
| 21 Luglio             | "She Ain't Worth It"                           | Glenn Medeiros featuring Bobby Brown | [ 29 ] |
| 28 Luglio             | "She Ain't Worth It"                           | Glenn Medeiros featuring Bobby Brown | [ 30 ] |
| 4 Agosto              | "Vision of Love"                               | Mariah Carey                         | [ 31 ] |
| 11 Agosto             | "Vision of Love"                               | Mariah Carey                         | [ 32 ] |
| 18 Agosto             | "Vision of Love"                               | Mariah Carey                         | [ 33 ] |
| 25 Agosto             | "Vision of Love"                               | Mariah Carey                         | [ 34 ] |
| 1 Settembre           | "If Wishes Came True"                          | Sweet Sensation                      | [ 35 ] |
| 8 Settembre           | "Blaze of Glory"                               | Jon Bon Jovi                         | [ 36 ] |
| 15 Settembre          | "Release Me"                                   | Wilson Phillips                      | [ 37 ] |
| 22 Settembre          | "Release Me"                                   | Wilson Phillips                      | [ 38 ] |
| 29 Settembre          | "(Can't Live Without Your) Love and Affection" | Nelson                               | [ 39 ] |
| 6 Ottobre             | "Close to You"                                 | Maxi Priest                          | [ 40 ] |
| 13 Ottobre            | "Praying for Time"                             | George Michael                       | [ 41 ] |
| 20 Ottobre            | "I Don't Have the Heart"                       | James Ingram                         | [ 42 ] |
| 27 Ottobre            | "Black Cat"                                    | Janet Jackson                        | [ 43 ] |
| 3 Novembre            | "Ice Ice Baby"                                 | Vanilla Ice                          | [ 44 ] |
| 10 Novembre           | "Love Takes Time"                              | Mariah Carey                         | [ 45 ] |
| 17 Novembre           | "Love Takes Time"                              | Mariah Carey                         | [ 46 ] |
| 24 Novembre           | "Love Takes Time"                              | Mariah Carey                         | [ 47 ] |
| 1 Dicembre            | "I'm Your Baby Tonight"                        | Whitney Houston                      | [ 48 ] |
| 8 Dicembre            | "Because I Love You (The Postman Song)"        | Stevie B                             | [ 49 ] |
| 15 Dicembre           | "Because I Love You (The Postman Song)"        | Stevie B                             | [ 50 ] |
| 22 Dicembre           | "Because I Love You (The Postman Song)"        | Stevie B                             | [ 51 ] |
| 29 Dicembre           | "Because I Love You (The Postman Song)"        | Stevie B                             | [ 52 ] |